# Instituto Paranaense de Desenvolvimento Econômico e Social
Instituto Paranaense de Desenvolvimento Econômico e Social (IPARDES) é um instituto paranaense responsável pelas pesquisas populacionais, econômicas e sociais do estado do Paraná.
Fundado em 1973, seus estudos visam dar embasamento para políticas sociais junto ao governo estadual e as administrações municipais pertencentes ao Paraná.